# Evangelische Kirche Heeren-Werve

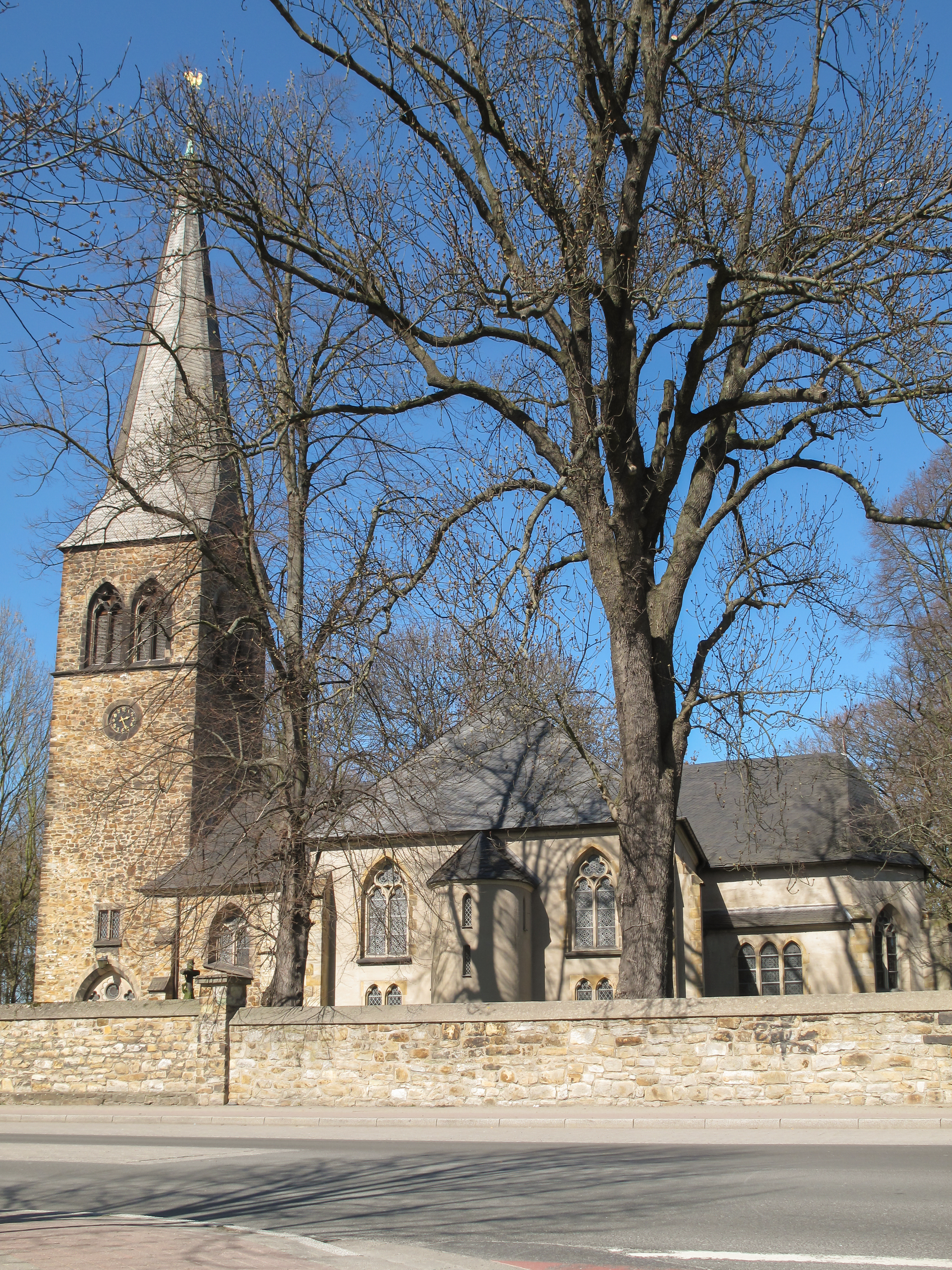
Heeren-Werve, evangelische Kirche

Die evangelische Kirche ist ein denkmalgeschütztes Kirchengebäude in der Heerener Straße 175 in Heeren-Werve, einem Stadtteil von Kamen im Kreis Unna (Nordrhein-Westfalen).

## Geschichte und Architektur
Die Pfarrei Heeren wurde 1300 erstmals urkundlich erwähnt. Die spätgotische Pfarrkirche wurde zu Beginn des 14. Jahrhunderts erbaut. Vom Ursprungsbau sind heute noch der Chorraum und die beiden sich nach Westen anschließenden Joche erhalten. Um 1511 wurde die Kirche um ein Joch und einen Turm nach Westen hin erweitert. In dieser Bauform diente sie der Gemeinde, die seit etwa 1568 lutherisch und seit etwa 1600 durch den Einfluss der das Patronat ausübenden Familie Bodelschwingh reformiert war, fast 400 Jahre lang. 1898 wurde die Kirche durch den Anbau eines südlichen Seitenschiffes erweitert. 1910 erfolgten der Anbau des nördlichen Seitenschiffes mit Sakristei, die Verlängerung des Mittelschiffes nach Westen und die Errichtung eines neuen Turmes. Die für die beiden Erweiterungsbauten verantwortlichen Architekten, Gerhard August Fischer (1898) und Karl Siebold (1910), griffen die Formensprache der Spätgotik auf und fügten die Anbauten im neugotischen Stil harmonisch in das Gesamtbauwerk ein.
Die alte Bausubstanz ist im Inneren der Kirche deutlicher erkennbar. Die drei Mittelschiffsjoche und der Chor besitzen noch die alten Ziegelgewölbe. Sie haben gebuste Kappen und Kreuzrippen aus gekehlten Stäben mit Schlussstein. Die Gurtrippen im Schiff zeigen das gleiche Profil. Die runden Schlusssteine sind im Chor mit dem Kopf Christi und in den beiden folgenden Jochen mit einem Blätterstern und einem Blattkreuz im Flachrelief verziert. Ursprünglich ruhten alle Gewölbe auf dreieckigen Konsolen. Beim Anbau der Seitenschiffe wurde das Gewölbe auf je zwei Scheitbögen mit einer Zwischensäule abgefangen. Im anschließenden Joch ruht das Gewölbe auf Kopfkonsolen.
Gründliche Renovierungen, insbesondere die von 1955, brachten eine Veränderung des Innenraumes. Der von Heeren-Werver Schreinern gefertigte und von dem Kirchenkünstler J. Goldkuhle aus Essen mit Schnitzwerk ausgeschmückte Holzaltar musste damals dem heutigen Altartisch weichen. Die drei Chorfenster wurden nach Entwürfen von Paul Thol neu verglast. Sie zeigen in wunderschönen Farben Motive aus der Weihnachts-, Oster- und Pfingstgeschichte.
Die Kirche war bis 1800 Begräbniskirche der Adelsfamilien von Haus Heeren. Die Krypta wurde um 1800 geschlossen.

## Glocken
Die Kirche erhielt 1910 ein neues Geläut. Unter Verwendung des Bronzematerials der alten Glocken aus den Jahren 1793 und 1798 wurden drei Glocken in der Tonlage d′, f′ und g′ angeschafft. Im Ersten Weltkrieg mussten 1917 zwei dieser Glocken abgegeben werden. 1924 entschied sich das Presbyterium für die Anschaffung eines Gussstahlgeläutes, die Bronzeglocke wurde in Zahlung gegeben. Die drei Glocken in der Tonlage cis′, e′ und fis′ wurden beim Bochumer Verein gegossen.